# 2016 en littérature
| Années de la littérature : 2013 - 2014 - 2015 - 2016 - 2017 - 2018 - 2019    |
| Décennies de la littérature : 1980 - 1990 - 2000 - 2010 - 2020 - 2030 - 2040 |

Cet article présente les faits marquants de l'année 2016 en littérature.

## Évènements
- 6 février : centenaire de la mort de Rubén Darío, poète nicaraguayen.
- 28 février : centenaire de la mort de Henry James, écrivain et critique américain.
- 15 mars : centenaire de la naissance de Blas de Otero, poète espagnol.
- 31 mars : bicentenaire de la mort de Jean-François Ducis, poète et dramaturge français.
- 21 avril : bicentenaire de la naissance de Charlotte Brontë, écrivaine anglaise.
- 11 mai : centenaire de la naissance de Camilo José Cela, écrivain espagnol.
- 14 juillet : bicentenaire de la naissance de Joseph Arthur de Gobineau, diplomate et écrivain français.
- 13 septembre : centenaire de la naissance de Roald Dahl, écrivain britannique.
- 30 septembre : bicentenaire de la naissance de Paul Féval, écrivain et dramaturge français.
- 18 octobre : bicentenaire de la naissance de Friedrich Wilhelm Adami, écrivain, dramaturge et critique de théâtre allemand.
- 22 novembre : centenaire de la mort de Jack London, écrivain américain.
- 27 novembre : centenaire de la mort de Émile Verhaeren, poète belge.
- 9 décembre : centenaire de la mort de Natsume Sōseki, écrivain japonais.
- 14 décembre : centenaire de la naissance de Shirley Jackson, écrivaine américaine.

## Parutions

### Essais
- Emmanuel Carrère, Il est avantageux d'avoir où aller, éditions P.O.L,  (ISBN 978-2-8180-3876-5)
- Jean-Claude Carrière, La Paix, éd. Odile Jacob  (ISBN 2738134963)
- Jean-Pierre Thiollet, Hallier l'Edernel jeune homme, Magland, France, Neva éditions, 2016, 282 p. (ISBN 978-2-350-55217-0)

### Partitions
- Colette Mourey, Piano-merveilles (Éditions Delatour)[1]
- Colette Mourey, Avant l'aube (Éditions Bergmann)[2]
- Colette Mourey, Little Tom thumb rag (Éditions Soldano)[3]
- Colette Mourey, Mon piano part en vacances (Éditions Delatour)[4]
- Colette Mourey, Piano Blues (Éditions Delatour)[5]
- Colette Mourey, Au chant des saisons (Éditions Delatour)[6]
- Colette Mourey, Mouvances, pour Tuba solo (Éditions Chanteloup)[7]

### Poésie
- Tom Buron, Le Blues du 21e siècle & Autres Poèmes, Editions Maelström, mai 2016  (ISBN 978-2-87505-239-1)
- Diane Régimbald, Sur le rêve noir, Éditions du Noroît, Montréal, 81 p.  (ISBN 9782897660345)

### Recherche
- Colette Mourey, Essai sur le son mental : de résonner… à raisonner (Éditions L’Harmattan)[8]
- Colette Mourey, Résonance (Éditions Edilivre)[9]
- Colette Mourey, L'intelligence musicale (Éditions Marc Reift)[10]

### Romans

#### Auteurs francophones
- Sophie Audouin-Mamikonian, Tara et Jar, XO éditions
- Karine Tuil, L'Insouciance, éditions Gallimard
- Jean Echenoz, Envoyée spéciale, Les Éditions de Minuit
- Patrick Grainville, Le Démon de la vie, éditions du Seuil
- Benjamin Hoffmann, American Pandemonium, éditions Gallimard
- Nancy Huston, Le Club des miracles relatifs
- Marc Levy, L'Horizon à l'envers, Éditions Robert Laffont
- Laurent Mauvignier, Continuer, Les Éditions de Minuit
- Anne Plichota et Cendrine Wolf, Les Forces fantômes, XO éditions
- Anne Robillard, Wellan Inc. :
  - Descente aux enfers
  - Les Manticores
- Virginie Grimaldi, Tu comprendras quand tu seras plus grande, Fayard
- Carène Ponte, Un merci de trop, Éditions Michel Lafon

#### Auteurs traduits
- Erin Hunter, La Guerre des clans : Cycle IV - Livre V. La guerrière oubliée (traduction de (en) The Forgotten Warrior, 2011), Pocket Jeunesse  (ISBN 9782266264594)
- Ottessa Moshfegh, Eileen, (traduction de (en) Eileen  (2015) par Françoise Du Sorbier), Fayard  (ISBN 9782213686837)
- Haruki Murakami, Écoute le chant du vent ; suivi de Flipper, 1973, (traduction de (ja) Kaze no uta o kike (1979) et de (ja) 1973 nen no pinbōru (1980) par Hélène Morita), Belfond  (ISBN 9782714460691)
- Valério Romão, Autisme (traduction de (pt) Autismo (2012) par Elisabeth Monteiro Rodrigues), éditions Chandeigne  (ISBN 978-2-36732-133-2)

### Théâtre
- 14 octobre : Harry Potter et l'Enfant maudit de Jack Thorne, d'après J. K. Rowling

## Décès
- 1er janvier : Fazu Alieva, poétesse et écrivaine de langue avar, (° 5 décembre 1932) à 83 ans.
- 3 janvier : Bertrand Calenge, bibliothécaire français, à 63 ans.
- 4 janvier : Bulcsú László, linguiste, informatologiste, écrivain, traducteur et polyglotte croate, à 93 ans.
- 6 janvier : Nivaria Tejera, poétesse et écrivaine cubaine, à 86 ans.
- 10 janvier : George Jonas, écrivain et journaliste canadien, à 80 ans.
- 11 janvier : Gunnel Vallquist, écrivain suédois, à 97 ans.
- 15 janvier : Aristide von Bienefeldt, écrivain néerlandais, à 51 ans.
- 18 janvier : 
  - Michel Tournier, écrivain français (° 19 décembre 1924), à 91 ans.
  - Pierre Desruisseaux, poète et écrivain canadien, à 70 ans.
- 20 janvier : 
  - Edmonde Charles-Roux, écrivaine et journaliste française, présidente de l'Académie Goncourt, à 95 ans.
  - Ludovic Janvier, poète et écrivain franco-haïtien, à 82 ans.
  - George Weidenfeld, éditeur britannique, à 96 ans.
- 22 janvier : 
  - Tahsin Yücel, ecrivain turc, à 82 ans.
  - Abolhassan Nadjafi, écrivain et traducteur iranien, à 86 ans.
- 25 janvier : Emmanuel Darley, écrivain et dramaturge français, à 52 ans.
- 28 janvier : Aleš Debeljak, écrivain, poète et traducteur yougoslave puis slovène (° 25 décembre 1961), à 54 ans.

- 2 février : Éric Kristy, écrivain et scénariste de télévision français, à 64 ans.
- 5 février : Tayeb Saddiki, dramaturge, comédien, écrivain et calligraphe marocain, à 77 ans.
- 7 février : 
  - Corinne Vuillaume-Tylski, écrivaine et essayiste française, à 44 ans.
  - Juliette Benzoni, écrivaine française, à 95 ans.
  - Roger Willemsen, écrivain, journaliste et animateur de télévision allemand, à 60 ans.
- 8 février : Margaret Forster, écrivaine britannique, à 77 ans.
- 10 février : Claude Jeancolas, écrivain et journaliste français, à 66 ans.
- 12 février : Bergljot Hobæk Haff, écrivaine norvégienne, à 90 ans.
- 18 février : Yūko Tsushima, écrivaine japonaise (° 30 mars 1947).
- 19 février : 
  - Umberto Eco, universitaire et écrivain italien (° 5 janvier 1932), à 84 ans.
  - Harper Lee, écrivaine américaine (° 28 avril 1926), à 89 ans.
- 28 février : Liliane Wouters, écrivaine, dramaturge et poétesse belge, à 86 ans.
- 29 février : Louise Rennison, écrivaine et comédienne britannique, à 64 ans.
- 1er mars : Carole Achache, écrivaine, photographe et actrice française, à 63 ans[11].
- 3 mars : Yves Guéna, homme politique et écrivain français, à 93 ans.
- 4 mars : Pat Conroy, écrivain américain, à 70 ans.
- 5 mars : Rafael Squirru, poète et conférencier argentin, à 90 ans.
- 9 mars : Claire Franek, écrivaine et illustratrice française, à 49 ans
- 10 mars :  Anita Brookner, écrivaine et essayiste anglaise, à 87 ans.
- 13 mars : Hilary Putnam, philosophe américaine, à 89 ans.
- 16 mars : Georges Tarabichi, linguiste, écrivain et traducteur syrien, à 77 ans.
- 21 mars : Tomás de Mattos, avocat, journaliste et écrivain uruguayen, à 68 ans.
- 22 mars : André Brincourt, écrivain et journaliste français, à 95 ans.
- 26 mars : Jim Harrison, écrivain américain (° 11 décembre 1937), à 78 ans.
- 27 mars : Alain Decaux, écrivain, biographe, homme politique et homme de télévision français, à 90 ans.
- 29 mars : Jean-Pierre Coffe, animateur de radio et de télévision, critique gastronomique, écrivain, cuisinier et comédien français, à 78 ans.
- 31 mars : Imre Kertész, écrivain hongrois, à 86 ans.

- 1er avril : Mame Younousse Dieng, écrivaine sénégalaise, à 76 ans.
- 3 avril : Lars Gustafsson, écrivain suédois, à 79  ans.
- 7 avril : Marcel Dubé, dramaturge québécois, à 86 ans.
- 9 avril : Tony Conrad, compositeur, réalisateur, musicien et écrivain américain, à 76 ans.
- 10 avril : Howard Marks, trafiquant de drogue et écrivain gallois, à 70 ans.
- 12 avril : 
  - Alexander Kanengoni, écrivain zimbabwéen, à 65 ans.
  - Agha Saleem, écrivain pakistanais, à 81 ans.
  - Jeannette Colombel, Philosophe française, à 96 ans.
- 18 avril : André Bourin, critique littéraire et écrivain français, à 97 ans.
- 23 avril : Jacques Perry, écrivain français, lauréat du Prix Renaudot (1952), à 94 ans.
- 25 avril : Martin Gray, écrivain polonais, américain et français, survivant de la Shoah, à 93 ans.
- 27 avril : Michel Sales, prêtre, philosophe et théologien jésuite français, à 77 ans.
- 28 avril :
  - Jenny Diski, écrivaine anglaise, à 68 ans.
  - René Hausman, Illustrateur et auteur de bande dessinée belge, à 80 ans.
- 29 avril : Chen Zhongshi, écrivain chinois, à 73 ans.
- 30 avril :
  - Vassili Zviaguintsev, écrivain russe de science-fiction, à 71  ans.
  - Daniel Berrigan, prêtre jésuite, théologien, poète et militant pacifiste américain, à 94 ans.

- 2 mai :
  - Hubert Mounier, chanteur français, surnommé Cleet Boris, cofondateur du groupe L’Affaire Louis’ Trio et auteur de bande dessinée, à 53 ans.
  - Fernando Soto Aparicio, Poète et écrivain colombien, à 82 ans.
- 3 mai : Carl Fredrik Reuterswärd, artiste et écrivain suédois, à 81 ans.
- 8 mai : John Bradshaw, psychothérapeute, écrivain et conférencier américain, à 82  ans.
- 13 mai : 
  - Éloi Leclerc, prêtre franciscain et écrivain français, à 94  ans.
  - Christophe Lambert, publicitaire, écrivain et conseiller en communication français, à 51 ans.
- 14 mai : Darwyn Cooke, scénariste et dessinateur canadien de bandes dessinées, à 53 ans.
- 19 mai : Alexandre Astruc, cinéaste et écrivain français, à 92 ans.
- 21 mai : Bernard Simonay, écrivain français, à 64 ans.
- 24 mai : Mell Lazarus, scénariste et dessinateur américain de bandes dessinées, à 89 ans.
- 25 mai : Yang Jiang, écrivaine et traductrice chinoise, à 104 ans.
- 29 mai : Svetozar Koljević, critique littéraire, historien de la littérature et traducteur serbe, à 85
- 30 mai : Élie-Charles Flamand, poète et écrivain français, à 87 ans.

- 4 juin :
  - Antti Hyry, écrivain finlandais, à 84 ans.
  - 4 juin : Hervé Baudry, dessinateur de presse et caricaturiste français, à 54 ans.
- 6 juin : 
  - Peter Shaffer, écrivain, dramaturge et scénariste britannique, à 90  ans.
  - Pierre Moustiers, écrivain et scénariste français, à 91 ans.
- 8 juin : Maurice Pons, écrivain français, à 91 ans.
- 10 juin : Gilles-Maurice Dumoulin, écrivain français, à 92 ans.
- 15 juin : Lois Duncan, écrivaine américaine, à 82 ans.
- 20 juin : Benoîte Groult, écrivaine française, à 96 ans.
- 21 juin : Pierre Pachet, ecrivain et universitaire français, à 79 ans.
- 23 juin :
  - Jean-Jacques Rouch, journaliste et écrivain français, à 65 ans.
  - Michael Herr, Journaliste, écrivain et scénariste américain, à 76 ans.
- 25 juin : Maurice G. Dantec, écrivain français naturalisé canadien (° 13 juin 1959), à 57 ans.
- 26 juin : Austin Clarke, écrivain canadien, à 81 ans.
- 27 juin : 
  - Alvin Toffler, Journaliste, écrivain, pédagogue et sociologue américain, à 87 ans.
  - Silvia Tennenbaum, écrivaine allemande, à 88 ans.
- 29 juin : Margaret Bakkes, écrivaine sud-africaine, à 84 ans.
- 30 juin : Geoffrey Hill, 0oète britannique, à 84 ans.

- 1er juillet: Yves Bonnefoy, poète français, à 93 ans.
- 2 juillet : Elie Wiesel, écrivain et philosophe américain, prix Nobel de la paix 1986, à 87 ans.
- 3 juillet : Christian Petr, ecrivain, spécialiste de l'Inde et professeur de littérature, à 65 ans.
- 4 juillet : Didier Savard, scénariste et dessinateur de bande dessinée français, à 65  ans.
- 7 juillet : Rokusuke Ei, parolier, écrivain et tarento japonais d'origine chinoise, à 83 ans.
- 8 juillet : Paul-Jean Franceschini, écrivain et journaliste français, à 83 ans.
- 9 juillet : Geneviève Castrée, autrice de bande dessinée canadienne, à 34 ans.
- 14 juillet : Péter Esterházy, écrivain hongrois, à 66 ans.
- 16 juillet : Carlos Nine, Auteur et illustrateur argentin de bandes dessinées, à 72 ans.
- 22 juillet : Bernard Dufour, artiste peintre, photographe et écrivain français, à 93 ans.
- 23 juillet : Jean Ricardou, écrivain français, spécialiste du Nouveau roman, à 84  ans.
- 25 juillet : Slobodan Novak, écrivaine et essayiste croate, à 82 ans.
- 26 juillet : Sandy Pearlman, producteur de musique, manager, poète et écrivain américain, à 72 ans.
- 27 juillet : 
  - James Alan McPherson, ecrivain américain, prix Pulitzer en 1978, à 72 ans.
  - Richard Thompson, auteur de bande dessinée et illustrateur américain, à 58 ans.
- 28 juillet : Boualem Bessaih, homme politique et professeur, écrivain algérien, à 86  ans.
- 30 juillet :
  - 30 juillet : Anna Marchesini, actrice écrivaine et imitatrice italienne, à 62 ans.
  - William E. Bell, écrivain canadien, à 70 ans.
- 31 juillet : 
  - André Pangrani, scénariste de bande dessinée, éditeur et écrivain nouvelliste français, à 51 ans.
  - Angelika Schrobsdorff, écrivaine allemande, à 88 ans.
  - Fazil Iskander, poète et écrivain russe, à 87 ans.

- 3 août : Andrée Marik, poétesse et écrivaine-gastronome française, à 102 ans.
- 3 août : Mel Hurtig, écrivain, éditeur et homme politique canadien, à 84 ans.
- 9 août : Philippe Roberts-Jones, poète, historien moderniste, conservateur de musée et professeur d'université belge, à 91 ans.
- 13 août : Françoise Mallet-Joris, écrivaine franco-belge, à 86 ans.
- 14 août :
  - Na. Muthukumar, poète indien, à 41 ans.
  - Hermann Kant, écrivain allemand, à 90  ans.
- 15 août : Solange Fasquelle, écrivaine française à 83 ans.
- 17 août : Víctor Mora, écrivain et traducteur espagnol, à 85 ans.
- 20 août :
  - M. K. Wren, écrivain américain de roman policier et de science-fiction, à 78 ans.
  - Ignacio Padilla, écrivain mexicain, à 47 ans.
- 24 août : Michel Butor, écrivain français, à 89 ans.
- 28 août : Shahid Qadri, poète bangladais, à 74  ans.
- 30 août :
  - Naşide Göktürk, chanteuse, écrivaine et poétesse turque, à 51  ans.
  - Nabile Farès, écrivain et poète algérien, à 76 ans.
- 31 août : Brian Wildsmith (en), artiste peintre britannique et écrivain pour enfants, à 86 ans.

- 3 septembre : Maria Isabel Barreno, écrivaine portugaise, à 77 ans.
- 7 septembre : Massimo Felisatti, scénariste, réalisateur et écrivain italien, à 84 ans.
- 8 septembre : Martial Ménard, linguiste et écrivain français de langue bretonne, à 65 ans.
- 13 septembre : Ermanno Rea, journaliste et écrivain italien, à 90 ans.
- 14 septembre : Pierre-Pascal Rossi, journaliste et écrivain suisse, à 73 ans.
- 16 septembre : 
  - Hamid Nacer-Khodja, écrivain et poète algérien, à 63 ans.
  - William Patrick Kinsella, écrivain canadien, à 81 ans.
  - Gilles Carpentier, écrivain et éditeur français, à 66 ans.
  - Edward Albee, dramaturge américain (Who's Afraid of Virginia Woolf?), à 88 ans.
- 17 septembre : Hans Mühlethaler, écrivain suisse, à 86  ans.
- 18 septembre : Lee Ho-cheol, écrivain sud-coréen, à 84 ans.
- 22 septembre : Gian Luigi Rondi, scénariste, réalisateur, écrivain et critique de cinéma italien, à 94 ans.
- 25 septembre : Nahed Hattar, écrivain jordanien, à 56 ans.
- 28 septembre : Gloria Naylor, écrivaine américaine, à 66 ans.
- 30 septembre : Ted Benoit, dessinateur et scénariste français de bande dessinée, à 69 ans.

- 4 octobre : Brigitte Hamann, écrivaine et historienne autrichienne, à 76 ans.
- 13 octobre : Dario Fo, écrivain italien, dramaturge, metteur en scène et acteur, prix Nobel de littérature (1997), à 90 ans.
- 14 octobre :
  - Song Yeong, écrivain sud-coréen, à 76 ans.
  - Thom Jones, écrivain américain, à 71 ans.
- 20 octobre : William Bowen, économiste et écrivain américain, président de l'université de Princeton (1972-1988), à 83 ans.
- 22 octobre : Sheri S. Tepper, écrivaine américaine, (° 16 juillet 1929), à 87 ans.
- 23 octobre : Jack Chick, auteur de bande dessinée américain, à 92  ans.
- 26 octobre : Yūichi Takai, écrivain japonais, à 84 ans.
- 27 octobre : Jean Jour, journaliste et écrivain belge, à 79 ans.